# Česká šachová extraliga 2009/2010
Česká šachová extraliga 2009/10 byla nejvyšší šachovou soutěží v sezoně 2009/10 v Česku. Zúčastnilo se 12 družstev, přičemž nováčci byli 2222 ŠK Polabiny a ŠK DURAS BVK - Královo Pole, přičemž si oba v Extralize odbyli premiéru.
Družstva byla rozdělena do dvojic podle geografické blízkosti a sezóna byla odehrána formou dvoukol v sobotu a v neděli, kdy vždy tři dvojice tedy 6 družstev hrálo toto dvoukolo doma a šest venku. Navíc bylo mezi druhé a třetí dvoukolo vloženo nedělní kolo, ve kterém se vzájemně střetla družstva z jednotlivých dvojic. Hracími dny byly 7./8. listopad 2009, 5./6. prosinec 2009, 16. leden 2010, 13./14. únor 2010, 27./28. března 2010 a 17 / 18. duben 2010.
Po roční přestávce dosáhl druhého vítězství 1. Novoborský ŠK. 2. místo obsadil ŠK Mahrla Praha a rozšířil tak svou medailovou bilanci na 5 cenných kovů. Na 3. místo dosáhl tým SAGINA Pardubice a získal tak sedmou medaili v historii. Z extraligy sestoupila po třech sezónách TJ Bohemians Praha a nováček ŠK DURAS BVK - Královo Pole.

## Konečná tabulka
| Poř. | Tým                             | Z  | V  | R | P  | BZ | BP   | VP |
| ---- | ------------------------------- | -- | -- | - | -- | -- | ---- | -- |
| 1.   | 1. Novoborský ŠK (EP)           | 11 | 10 | 1 | 0  | 31 | 57,5 | 37 |
| 2.   | ŠK Mahrla Praha                 | 11 | 9  | 1 | 1  | 28 | 57,5 | 38 |
| 3.   | SAGINA Pardubice                | 11 | 7  | 2 | 2  | 3  | 50,0 | 31 |
| 4.   | ŠK SK Zlín                      | 11 | 7  | 0 | 4  | 21 | 48,0 | 23 |
| 5.   | BŠŠ Frýdek-Místek               | 11 | 6  | 2 | 3  | 20 | 48,5 | 27 |
| 6.   | ŠK Zikuda Turnov                | 11 | 5  | 1 | 5  | 16 | 43,5 | 26 |
| 7.   | 2222 ŠK Polabiny (N)            | 11 | 5  | 1 | 5  | 16 | 42,0 | 20 |
| 8.   | ŠK Geofin Ostrava               | 11 | 4  | 2 | 5  | 14 | 45,0 | 18 |
| 9.   | TŽ Třinec                       | 11 | 4  | 1 | 6  | 13 | 42,0 | 21 |
| 10.  | A64 VALOZ Grygov                | 11 | 2  | 1 | 8  | 7  | 39,0 | 15 |
| 11.  | TJ Bohemians Praha              | 11 | 1  | 0 | 10 | 3  | 28,5 | 8  |
| 12.  | ŠK DURAS BVK - Královo Pole (N) | 11 | 0  | 0 | 11 | 0  | 26,5 | 10 |

## Hráči a sestavy
Do bojů celkem zasáhlo ve 12 družstvech 153 hráčů, mezi nimiž byly tři ženy. Zastoupení jednotlivých šachových federací bylo následující: Česko 98, Polsko 15, Slovensko 14, Rusko 4, Bělorusko, Ukrajina a Německo po 2, Lotyšsko a Island po 1. V následujícím seznamu jsou uvedeni hráči, kteří sehráli alespoň jednu partii. Počet sehraných partií je v závorce za jménem hráče. Vlajka označuje stát, v jehož národní federaci byl pro danou sezónu hráč registrován u FIDE.
- 1. Novoborský ŠK -  Nikita Viťugov (4),  Viktor Láznička (10),  Zbyněk Hráček (10),  Mateusz Bartel (8),  Jiří Štoček (10),  Ján Markoš (10),  Petr Hába (10),  Radek Kalod (8),  Robert Cvek (8),  Marek Vokáč (3),   Lukáš Klíma (7)
- Mahrla Praha -  David Navara (11),  Jurij Drozdovskyj (2),  Hannes Hlífar Stefánsson (10),  Tomáš Oral (8),  Vlastimil Jansa (11),  David Gross (4),  Michajl Ivanov (3),  Miloš Jirovský (10),  Ján Plachetka (4),  Ivan Hausner (6),  Milan Orság (6),  Stanislav Cífka (10),  Přemysl Bělaška (1),  Andrej Pochinkov (2)
- SAGINA Pardubice -  Sergej Movsesjan (7),  Robert Kempinski (10),  Jan Votava (11),  Piotr Bobras (2),  Jan Bernášek (11),  Bartolomiej Heberla (8),  Lukáš Černoušek (11),  Pavel Stehno (10),  Vigen Mirumian (7),  Martin Šklíba (8),  Borek Bernard (1),  Julia Kochetkova (2)
- ŠK SK Zlín -  Tomáš Polák (11),  Peter Vavrák (2),  Marián Jurčík (11),  Pavel Čech (11),  Peter Michalík (9),  Juraj Lipka (9),  Roman Chytilek (9),  Jan Sosna (11),  Cyril Ponížil (8),  Jakub Roubalík (6),  Adam Rubal (1)
- BŠŠ Frýdek-Místek -  Sergej Azarov (11),  Vjačeslav Dydyško (11),  Rafal Antoniewski (9),  Štěpán Žilka (7),  Igors Rausis (11),  Zigurds Lanka (1),  Vojtěch Rojíček (11),  Sergej Berezjuk (11),  Stanislav Jasný (11),  Tomáš Dvořák (4)
- ŠK Zikuda Turnov -  Ľubomír Ftáčnik (11),  Igor Štohl (1),  Falko Bindrich (7),  Vladimir Sergejev (11),  Petr Neuman (10),  Tomáš Kulhánek (11),  Tomáš Vojta (7),  Martin Řehořek (9),  Petr Kačírek (4),  Miloš Možný (11),  Tomáš Zelený (1),  Vladimír Vltavský (1)
- 2222 ŠK Polabiny -  Martin Petr (11),  David Kaňovský (10),  Michal Konopka (10),  Martin Červený (9),  Tomáš Studnička (9),  Luboš Roško (11),  Matěj Hrabuša (5),  Aleš Jedlička (10),  Michal Novotný (9),  Milan Hošek (1),  Jaroslav Mojžíš (2),  David Efler (1)
- ŠK Geofin Ostrava -  Kamil Miton (4),  Artur Jakubiec (10),  Vítězslav Rašík (7),  Radoslaw Jedynak (4),  Vladimír Talla (8),  Zbigniew Pakleza (2),  Petr Velička (10),  Jozef Michenka (11),  Mirosław Jaworski (8),  Stanislav Fiřt (9),  Karel Kleberc (6),  Václav Pacl (1),  Aleš Krajina (4),  Otto Bachořík (3),  Ladislav Kander (1)
- TŽ Třinec -  Alexander Mišta (11),  Piotr Murdzia (11),  Krzysztof Jakubowski (9),  Vojtěch Plát (11),   Vlastimil Neděla (11),  Ladislav Langer (11),  Milan Walek (11),  Petr Růžička (5),  Martin Frolík (4),  Jan Sikora-Lerch (1),  Jan Sikora (3)
- A64 VALOZ Grygov -  Vlastimil Babula (8),  Tomáš Petrík (2),  Pavel Šimáček (10),  Michal Luch (7),  Richard Biolek (10),  Erich Pinter (3),  Richard Biolek (9),  Stanisław Zawadzki (3),  Karel Malinovský (10),  Josef Juřek (8),  Jaroslav Bureš (6),  Radek Sluka (5),  Josef Obšívač (4),  Jakub Fuksík (2),  Jaroslav Fuksík (2)
- TJ Bohemians Praha -  Jiří Jirka (10),  Petr Zvára (11),  Jan Šuráň (8),  Jan Sodoma (9),  Vojtěch Kovář (11),  Jan Jüptner (10),  Vasil Tričkov (9),  Imre Kukel (9),  Květoslav Znamenáček (9),  Jaroslav Voříšek (1),  Bohuslav Dubanský (1)
- ŠK DURAS BVK - Královo Pole -  Jan Krejčí (9),  Jana Jacková (2),  Dominik Csiba (7),  Neklan Vyskočil (11),  Bronislav Vymazal (11),  Petr Buchníček (3),  Eva Kulovaná (3),  Petr Skácelík (10),  Miroslav Jurka (5),  Ondřej Přidal (6),  Vladimír Ševčík (3),  Petr Mlýnek (5),  Oleg Karpilovsky (1),  Martin Tajovský (2),  Tomáš Mudra (3),  Šimon Macharáček (2),  Lubomír Kiša (1),  Tomáš Mičánek (3),  Eduard Bakoš (1)